# Ljetna univerzijada 1973.
VII. Ljetna univerzijada održana je u Moskvi u tadašnjem SSSR-u od 15. do 25. kolovoza 1973. godine.
Na Univerzijadi su sudjelovale 72 države s oko 4.000 natjecatelja koji su se natjecali u deset športova. Najuspješniji je bio domaćin SSSR sa 69 zlatnih, 35 srebrnih i 30 bronačnih medalja.